# Philodromus pratariae
Philodromus pratariae là một loài nhện trong họ Philodromidae.
Loài này thuộc chi Philodromus. Philodromus pratariae được miêu tả năm 1904 bởi Scheffer.